# Avril Lavigne
Avril Ramona Lavigne (Belleville, Ontario, 27. rujna 1984.), poznatija kao Avril Lavigne, je kanadska pjevačica, spisateljica tekstova, dizajnerica i glumica. Prodala je više od 40 milijuna primjeraka albuma po cijelom svijetu. Ona je jedna od izvođača koji su prodali najviše albuma u Sjedinjenim Američkim Državama, s gotovo 11 milijuna primjeraka. Od različitih medijskih izvora nazvana je pop-punk princezom.
Avril Lavigne se probila na glazbenu scenu sa svojim debitanskim albumom Let Go. Do 2009. godine album se prodao u više od 16 milijuna primjeraka širom svijeta, od toga 6 milijuna samo u SAD-u. Njezini ostali albumi Under My Skin i The Best Damn Thing su se plasirali na vrhu globalne ljestvice. Avril je snimila pet broj jedan singlova, "Complicated", "Sk8er Boi", "I'm With You", "My Happy Ending" i "Girlfriend". Lavigne je objavila pjesmu "Alice" koja se nalazila na glazbenom zapisu filma "Alisa u zemlji čudesa". Njezin četvrti studijski album Goodbye Lullaby objavljen je 2. ožujka 2011. godine, a peti, "Avril Lavigne" 1. studenog 2013.

## Rane godine
Avril Ramona Lavigne je kći Jean-Claude Lavigne, koji je kanadsko-francuskog podrijetla i njegove žene Judith-Rosanne "Judy" Loshaw koja je francusko-ontarijskog. Rođena je 27. rujna 1984. u Bellevilleu u kanadskoj pokrajini Ontario. Otac joj je dao ime po mjesecu travnju koji se na francuskom jeziku zove "Avril". Ima starijeg brata,  Matthewa i mlađu setru koja se zove Michelle. Njena majka je bila prva koja je otkrila njen talent za glazbu. Kći redovite radne klase katoličke obitelji, Avril, je u dobi od dvije godine, počela pjevati crkvene pjesme, zajedno sa svojom majkom. Obitelj se preselila u gradić Napanee kad je Avril imala samo pet godina.
Godine 1998. Avril je pobijedila na natjecanju i time je mogla ići s poznatom kanadskom pjevačicom Shania Twain na koncertnu turneju. Ona se pojavila uz Twain na koncertu u Ottawi, otpjevavši na pozornici njenu pjesmu "What Made You Say That". Pronašao ju je njen prvi profesionalni menadžer, Cliff Fabri, dok je pjevala u jednoj knjižari u ontarijskom gradiću Kingstonu.

## Glazbena karijera

### Let Go(2002. – 2003.)
Avril je objavila svoj debitanski studijski album, Let Go, 4 lipnja 2002 u SAD-u, gdje je dosegao drugo mjesto. Našao se na vrhu ljestvice u Australiji, Kanadi i Ujedinjenom Kraljevstvu. Avril je s time postala, sa sedamnaest godina, najmlađa ženska solistica koja je imala album na vrhu ljestvice u Ujedinjenom Kraljevstvu. Krajem 2002. godine Let Go je dobio od RIAAe četvero platinsku nakladu, s time je Let Go postao najprodavaniji debitanski album te godine. U svibnju 2003. godine Let Go se prodao u 1.000.000 primjeraka u Kanadi, dobivši dijamantnu nakladu od "Canadian Recording Industry Association". Sve do 2009. godine album se prodao u više od 16 milijuna primjeraka u svijetu. Od RIAAe je albumu dobio šesterostruku platinastu nakladu jer se prodao u više od 6 milijuna primjeraka.
Avrilin debitanski i glavni singl "Complicated", našao se na vrhu ljestvice u Australiji i na drugom mjestu u SAD-u. "Complicated" je bio jedan od najprodavanijih kanadskih singlova u 2002. godini. Complicated je isto bio istaknut u tinejdžerskoj televizijskoj emisiji  Dawson's Creek. Ostali singlovi "Sk8er Boi" i "I’m With You" su se uspjeli plasirati na top 10 u SAD-u. Zbog velikog uspjeha njezih tri singlova, Lavigne je postala prvi ženski izvođač koji je imao 3 singlova iz debitanskog albuma u Mainstream Top 40 ljestvici. Avril je od šest nominacija dobila četiri Juno Awards nagrade u 2003. godini, osvojila je jedan World Music Award i bila je nominirana za osam Grammya, uključujući nominaciju za pjesmu godine, "Complicated".

### Under My Skin(2004. – 2005.)
Avril je napisala pjesmu Breakaway skupa s Matthewom Gerardom, tu pjesmu je izvodila  Kelly Clarkson za glazbu za film The Princess Diaries 2: Royal Engagement. Breakaway je kasnije bio objavljen kao glavni singl Kellynog drugog albuma Breakaway. Avril je isto napravila obradu pjesme Iris, koju je producirao Eric Book,  pjesmu je izvodila na the Fashion Rock koncertu u 2004. godini, također je snimila temsku glazbu za The Spongebob SquarePants Movie.
Avrilin drugi studijski album Under My Skin, je bio obavljen 25. svibnja 2004. godine, debitirao je na vrhu ljestvice u nekoliko država, uključujući Australiju, Kanadu, Japan, Ujedinjenom Kraljevstvu i SAD-u. Većinu pjesama na albumu je napisala ona s kanadskin pjevačicom i tekstopiscu Chantalom Krevizuk. Chantalin muž Raine Maida, producirao je album s Butch Walkerom i Don Gilmoreom. Avril je išla na Live and by Suprise turneju, koja se održavala u 21 gradu u Kanadi i SAD-u. Počela je u ožujku četvrtog 2004. godine u Minneapolisu, Minnesota da promovira Under My Skin. Svaka izvedba se sastojala od kratkog live seta akustičnih pjesama s novog albuma. Bila je u pratnji njezinog gitarista, Evana Taubenfelda.
Glavni singl albuma, "Don't Tell Me", našao se na vrhu ljestvice u Argentini i Meksiku, unutar top 5 u Kanadi i Ujedinjenom Kraljevstvu, a u top 10 u Brazili i Australiji. "My Happy Ending" bio je na vrhu ljestvice u Meksiku i našao se u top 10 u SAD-u, i s time je to postao njen treći hit, ali njen treći singl Nobody's Home se nije uspio plasirati u top 40 na Billboard Hot 100, ali se našao na prvom mjestu u Argentini i Meksiku. Četvrti singl s albuma "He Wasn't" ušao je u top 40 u Ujedinjenom Kraljevstvu i Australiji, a u SAD-u nije izašao. "Fall to Pieces" je bio izdan kao posljednji singl s albuma, i nije se dobro plasirao kao prijašnji singlovi.
Osvojila je dva World Music Awarda u 2004. godini i to za Najboljeg svjetskog Pop/rock izvođača i Najprodavaniji ženski album. Dobila je pet Juno Awar nominacija u 2005. godini od kojih je ovojila tri, uključujući Nagradu obožavatelja, Izvođača godine i Pop album godine, te je bila nominirana za svaki MTV Award oko svijeta.

### The Best Damn Thing(2006. – 2008.)
Avril je predstavljala Kanadu na svečanom zatvaranju Zimskih olimpijskih igara koji su se održavali u Torinu, Italija 2006. godine, izvela je pjesmu "Who Knows".
Dok je bila u studiju 2006. godine za treći studijski album, Fox Entertainment Group su joj predlagali da napiše soundtrack za fantastično-avanturistički film Eragon. Napisala i snimila je dvije baladne pjesme, jedna od njih je bila "Keep Holding On", koju su na kraju upotrijebili za film. Priznala je da je pisanje pjesme bilo izazovno i pobrinula se da pjesma "teče" uz film. Ona je, međutim, napomenula da "Keep Holding On" nije ono što je htijela ukazati i postići sljedećim albumom. Pjesma, koja je kasnije bila na albumu debitirala je na radiju 20. studenoga, a kao digitalni download 28. studenoga 2006. godine.
Avrilin treći album, The Best Damn Thing, izašao je u prodaju 17. travnja 2007. godine, bila je na kratkoj turneji da promovira album. Glavni singl "Girlfriend" našao se na vrhu ljestvice Billboard Hot 100, i u tom tjednu The Best Damn Thing debitirao je na prvom mjestu Billboard 200. "Girlfriend" je bila prva Avrilina pjesma koja je bila na broju jedan u Sjedinjenim Američkim Državama. The Internatonal Federation of the Phonographic Industry su proglasili "Girlfriend" najdownloadanijom pjesmom 2007. godine, prodavši više 7.3 milijuna kopija u osam različitih jezika. Singl "Girlfriend" je na You-Tubu pregledan više od 100 milijuna puta, postavši s time prvi video koji je prešao tu brojku. Ostali singlovi kao "When You're Gone", "Hot" i "The Best Damn Thing" se nisu uspjevili dobro plasirati na Billboard Hot 100.  U prosincu 2007. godine Avril se s 12 milijuna dolara, uspjela rangirati na broju osam od Top 20 zarađivača ispod 25 godina.

### Goodbye Lullaby(2009. – 2012.)
"Black Star" je piano jingle napisan da bi promovirao Avrilin prvi parfem istog imena. Najavila je da je počela sa snimanjem novog albuma u studenom 2008. godine. Do srpnja 2009. godine, devet pjesmi za album je snimljeno.
U siječnju 2010. godine, objavljena je pjesma "Alice", koju je napisala Avril, a producirao ju je Butch Walker. Pjesma je objavljena kao najavni singl za film Tima Burtona Alisa u zemlji čudesa, pjesma se nalazi na albumu Almost Alice.
Njezin četvrti studijski album trebao je izaći u lipnju 2010. godine, a prvi singl iz albuma u travnju, no Avril je izjavila kako je htjela napisati još pjesama, tako da se objavljivanje albuma ponovo odgodilo do 2011. godine. Ovim albumom Avril se vratila svom prijašnjem stilu i album je bio više akustičan.
Jednu pjesmu s albuma, "Darlin", Avril je napisala u Napaneeu s 15 godina. U albumu je surađivala s Butchom Walkerom, Evanom Taubenfeldom, Mattom Beckleyom, Alexom da Kidom i svojim bivšim suprugom Whibleyom.
Lavigne je jedna od izvođača koja je izvodila obradu pjesme "Wavin' Flag" koju u originalnoj verziji izvodi K'naan da bi skupili novac za žrtve stradale u potresu na Haitiju.
Dana 10. studenog 2010. godine, izjavila je kako će naziv prvog singla s albuma biti "What the Hell" i kako će biti objavljen početkom 2011. godine, a album će nositi ime Goodbye Lullaby.
Avril je objavila spot za pjesmu What The Hell u siječnju 2011. godine, nakon toga je u ožujku objavila album Goodbye Lullaby. Njen sljedeći singl u planu je bila pjesma 'Push' no na kraju je odluka ipak pala za pjesmu 'Smile'. Avril je zatim objavila svoj posljednji singl 'Wish You Were Here' i učlanila se u novu izdavačku kuću, "Epic Records" zbog problema koje je imala u "RCA Records"u. Avril je objavila da radi na petom albumu tijekom njene turneje "Black Star Tour" koja je službeno završila u veljači 2012. godine. Avril je za svoje obožavatelje objavila spot za pjesmu 'Goodbye' u ožujku i službeno krenula raditi na novom albumu u studiju.

### Avril Lavigne(2012. – 2015.)
Avril je tri mjeseca nakon objavljivanja albuma "Goodbye Lullaby" objavila da radi na petom albumu, koji je objavljen 1. 11. 2013. Na njemu su gostovali izvođači Marilyn Manson i Chad Kroeger, frontman iz sastava Nickelback koji je u međuvremenu dok su snimali pjesme zaprosio Avril u studiju. Na albumu su snimili rock baladu "Let Me Go" koju su zapjevali i na svojem vjenčanju. Pjesma s Mansonom se naziva "Bad Girl" i po žanru je alternativni metal dok je pjesma "Hello Kitty" više electropop što Avril još nikad nije prije radila, a napisana je za fanove iz Japana. Avril je objavila u travnju na svom YouTube kanalu novu pjesmu, Here's To Never Growing Up i objavila spot u svibnju. Pjesma je dobila uglavnom pozitivne kritike. Pjesma je dobila WWMA nagradu za 'Najbolji spot kanadskog izvođača". Sljedeći je singl postala pop punk pjesma "Rock N' Roll". Krajem 2017. godine očekuje se Avrilin šesti album.

## Ostale djelatnosti
Avril Lavigne je također vlasnica modne marke Abbey Dawn i tri parfema Black Star (2009.), Forbidden Rose (2010.) i Wild Rose (2011.) u suradnji s tvrtkom P&G.

### Filmska karijera
Lavigne imala je cameo ulogu u kanadskom filmu Going the Distance i nastupala je u jednoj epizodi Sabrine, male vještice nastupajući pjesmu "Sk8er Boi"sa svojim sastavom, ali njena filmska premijera bila je sam animiranim filmom Preko ograde u kojem je svoj glas dala američkoj noboruši.
Lavigne je glumila u filmu Richarda Gerea Bagra u kojem je glumila djevojku kriminalnog osumnjičenika i također se pojavila u filmu Fast Food nacija koji se bazira na knjizi istog imena.

## Stil

### Glazba
Iako je ljudi smatraju pop pjevačicom, gledajući po glazbenim stranicama njeni su stilovi pop rock, alternativni rock, pop punk i post-grunge. Pjesme se kreću od mirnijih rock balada, kao što su "I'm With You", "Innocence", "How Does It Feel" i "Hush Hush", do punk i rock pjesama poput "Sk8er Boi", "Nobody's Home", "He Wasn't" te "I Always Get What I Want". Kao i pjevače Michelle Branch i Vanessa Carlton njezina glazba se shvaća kao vrsta kontrapunkta s glazbenicima kao što su Britney Spears i Mandy Moore i često se nazivaju "anti-Britney."
Njezina glazba je nadahnula mnoge izvođače, uključujući Tomoko Kawase, Hilary Duff, Brie Larson, Aly and Aj, Ashlee Simpson, Misono, Yui, Selena Gomez, Vanessa Hudgens, Ashley Tisdale, Jonas Brothers, Miley Cyrus, Charlotte Sometimes, Demi Lovato, David Archuleta, Lesley Roy i Kimberly Cole.

### Tekstovi
Avril je bila uključena u pisanju svih pjesama. Neke od pjesama s ljubavnom tematikom su "I’m With You", "Naked", "Girlfriend", "Hot", "4 Real", "Fallin' Fast" i "When You're Gone". Ostale pjesme opisuju njezin karakter, kao npr. "My World", "Nobody’s Fool" i "Anything But Ordinary", a u nekima se čak i prepričavaju priče, poput pjesama "Sk8er Boi" i "Nobody’s Home".

## Diskografija
| - Let Go (2002.) - Under My Skin (2004.) - The Best Damn Thing (2007.) - Goodbye Lullaby (2011.) - Avril Lavigne (2013.) - Head Above Water (2019.) - Love Sux (2022.) | - "Complicated" (2002.) - "Sk8er Boi" (2002.) - "I’m With You" (2003.) - "My Happy Ending" (2004.) - "Girlfriend" (2007.) - "What the Hell" (2011.) - "Here's to Never Growing Up" (2013.) |

## Filmografija
| Godina | Film               | Uloga         | Bilješke    |
| ------ | ------------------ | ------------- | ----------- |
| 2004.  | Going the Distance | samu sebe     | cameo uloga |
| 2006.  | Fast Food nacija   | Alice         | aktivisticu |
| 2006.  | Preko ograde       | Heather       | glas        |
| 2007.  | Bagra              | Beatrice Bell | djevojku    |

## Prateći sastav
| Trenutačni članovi - Al Berry – bass gitara, prateći vokali (2007.–danas) - Rodney Howard – bubnjevi, udaraljke, prateći vokali (2007.–danas) - Steve Ferlazzo – elektronička klavijatura, prateći vokali (2007.–danas) - Jim McGorman – gitara, prateći vokali (2007.–danas) - Steve Fekete – glavna gitara, backing vocals (2008.–danas) - Sofia Toufa – prateći vokali, plesač (2007.–danas) - Lindsay Bluafarb – prateći vokali, plesač (2007.–danas) | Bivši članovi - Mark Spicoluk – bass gitara, prateći vokali (travanj-rujan 2002.) - Jesse Colburn – gitara (2002. – 2004.) - Evan Taubenfeld – glavna gitara, prateći vokali (2002. – 2004.) - Craig Wood – gitara, prateći vokali, vokali (2004. – 2007.) - Matt Brann – dbubnjevi, udaraljke, (2002. – 2007.) - Charlie Moniz – bass gitara (2002. – 2007.) - Devin Bronson – glavna gitara, prateći vokali (2004. – 2008.) |

## Vanjske poveznice
- Službena web stranica
- Avril Lavigne na YouTube-u
- Avril Lavigne na Internet Movie Database-u
- Službene web stranice za mirise (hrv.)